# Château Frankenstein
Pour les articles homonymes, voir Frankenstein.
Le château de Frankenstein est un château fort qui se situe sur la commune de Mühltal à quelques kilomètres au sud de Darmstadt en Allemagne. C'est le château le plus au nord d'une série de châteaux forts se situant à l'ouest de l'Odenwald. 
La forteresse de Frankenstein est située sur l'extension du mont Langenberg, à une altitude de 370 m.

## Maison de Frankenstein

Armoiries de la famille Frankenstein

Les seigneurs et chevaliers de Frankenstein naquirent grâce au mariage de Conrad II Reiz de Breuberg et d'Elisabeth de Weiterstadt. Conrad, issu de la dynastie des seigneurs et baillis de Breuberg et de la Vetteravie (Wetterau), avait probablement hérité des terres anciennes de sa famille et les avait unifiées avec celles de son épouse Elisabeth, héritière unique de la seigneurie de Weiterstadt. Les Frankenstein devinrent ensuite les seigneurs d'Eberstadt, Nieder-Beerbach, Schmalbeerbach, Ober-Beerbach, Stettbach, Allertshofen, Bobstadt et Ockstadt/(Friedberg).
Ayant pris résidence au château, la famille se nomma ensuite von und zu Frankenstein.

## Histoire
Le château est mentionné pour la première fois dans un document officiel de 1252, dans lequel Conrad II Reiz de Breuberg et son épouse Elisabeth de Weiterstadt témoignent d'un don super castro in frangenstein (« au château sur le Frankenstein »). On en déduit aussi que le fort existait déjà à cette époque et qu'il servait à défendre la région. La date d'édification précise est incertaine, mais la plupart des historiens l'estiment aux alentours de 1240.
Il est très probable qu'un bâtiment datant du temps des Francs existait auparavant et que Conrad est le bâtisseur du château fort.
Aux alentours de 1292, Frédéric (Friedrich), seigneur de Frankenstein, ouvrit les portes de la forteresse aux comtes Guillaume Ier et Didier VI de Katzenelnbogen et leur donna libre accès en cas de guerre. La forteresse ne fut néanmoins jamais assiégée.
Grâce à l'influence croissante de la famille, la baronnie fut élevée en fief impérial en 1402, ce qui allait de pair avec un agrandissement significatif du château.
Du fait de longues disputes territoriales et religieuses entre les Frankenstein catholiques et les princes de Hesse-Darmstadt, luthériens, la famille vendit ses domaines autour du château fort aux landgraves de Hesse en 1662 pour une somme de 109 000 florins et se retira sur ses possessions en Veteravie et en Franconie.

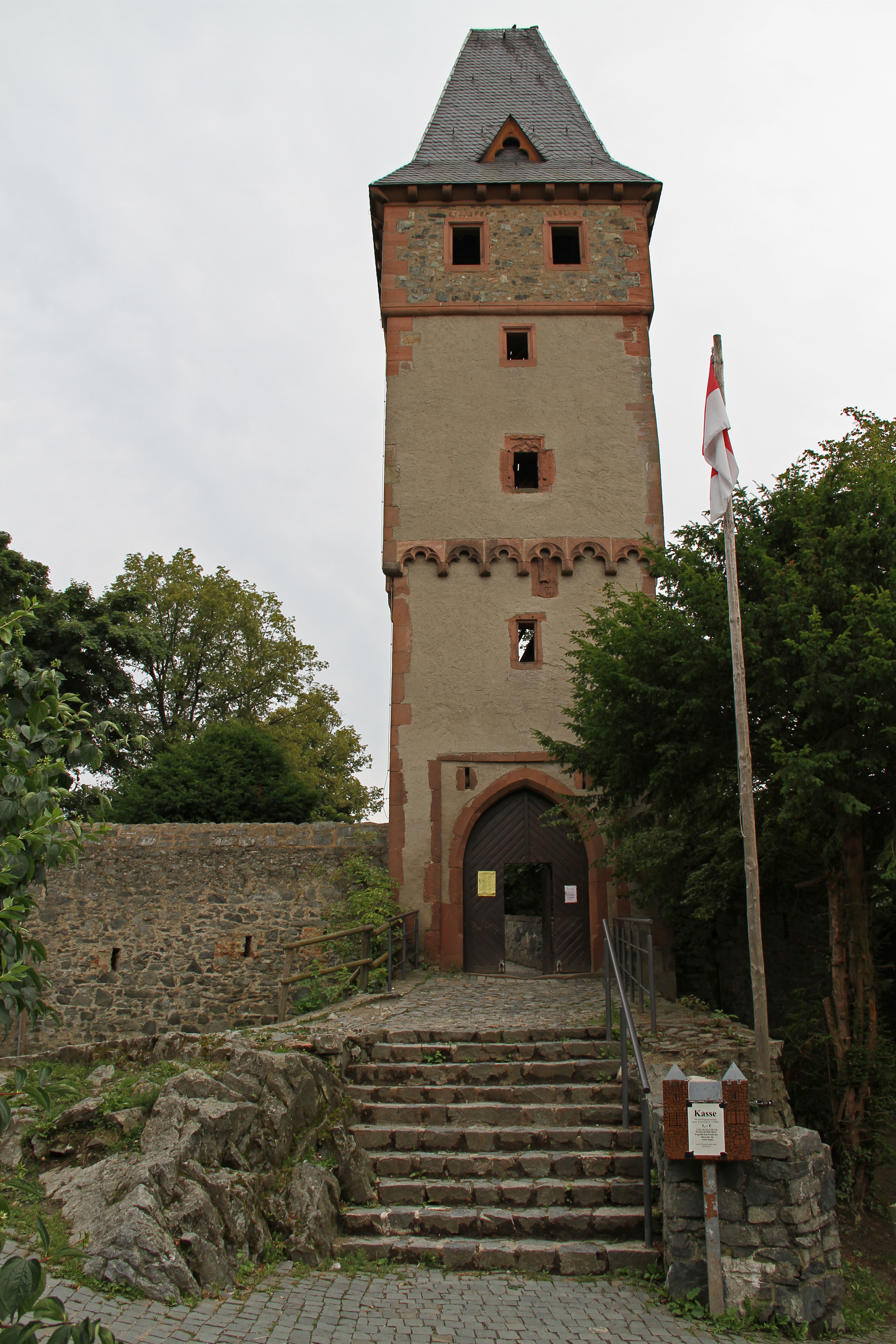
Tour d'entrée de la forteresse de Frankenstein

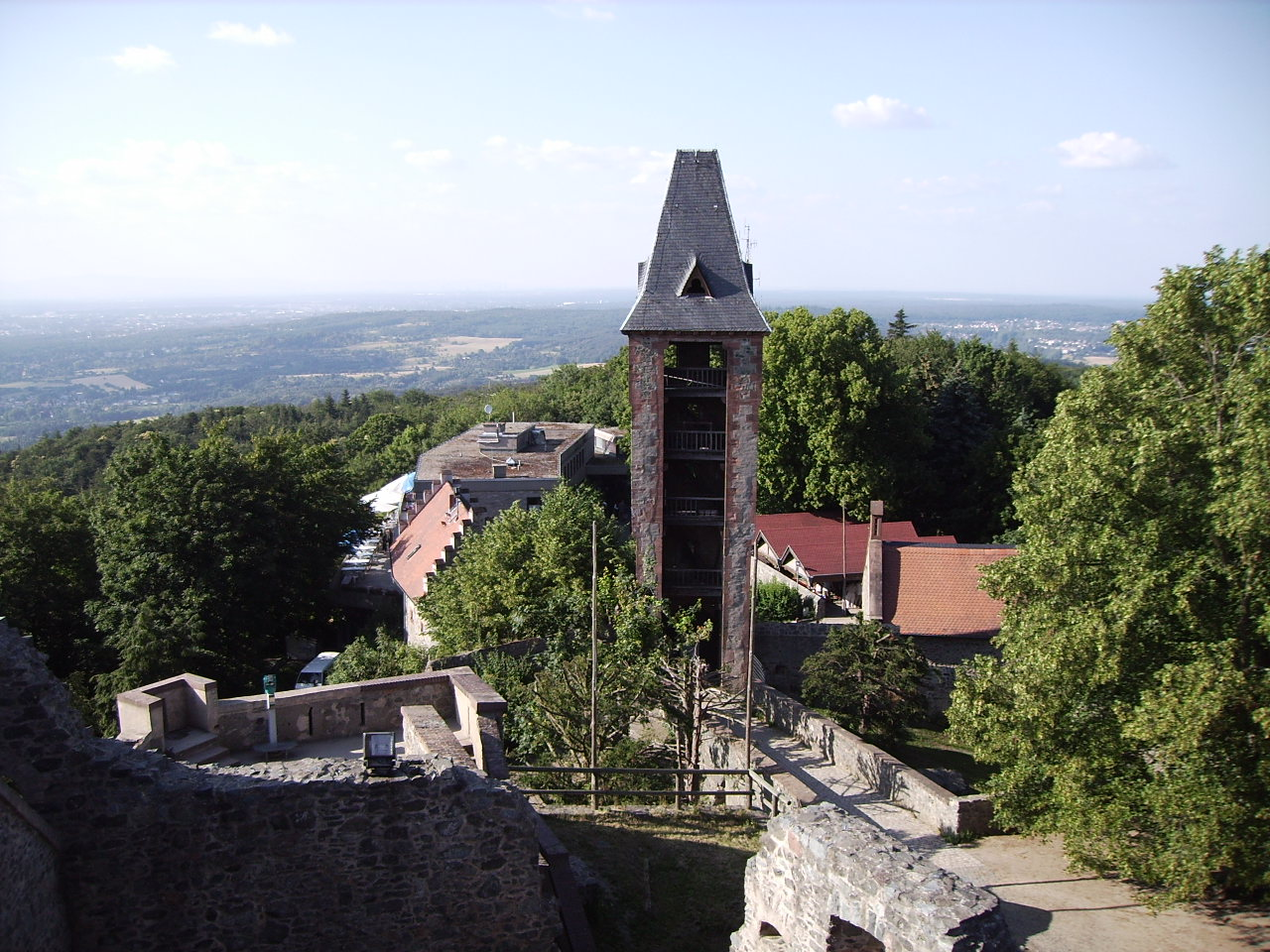
Vue de l'ensemble du fort

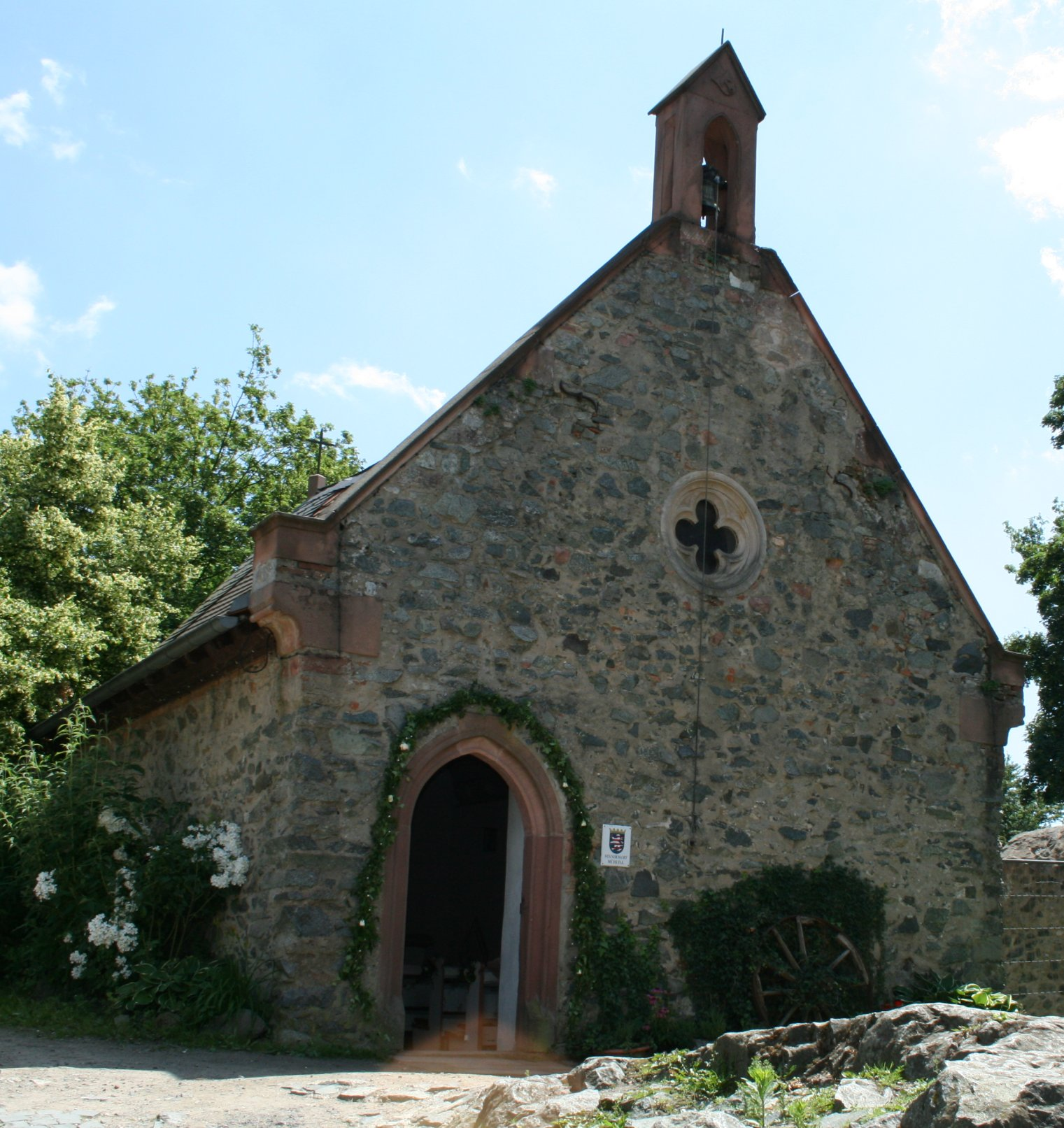
La chapelle

Jusqu'au XVIIIe siècle, le château est utilisé comme carrière.
Au début du XIXe siècle, on cessa l'exploitation et on lutta contre le déclin du château.
Au fil du temps, plusieurs bâtiments ont fait leur apparition : des étables et une chapelle dans laquelle on célèbre encore aujourd'hui des mariages.

## Mythes et légendes

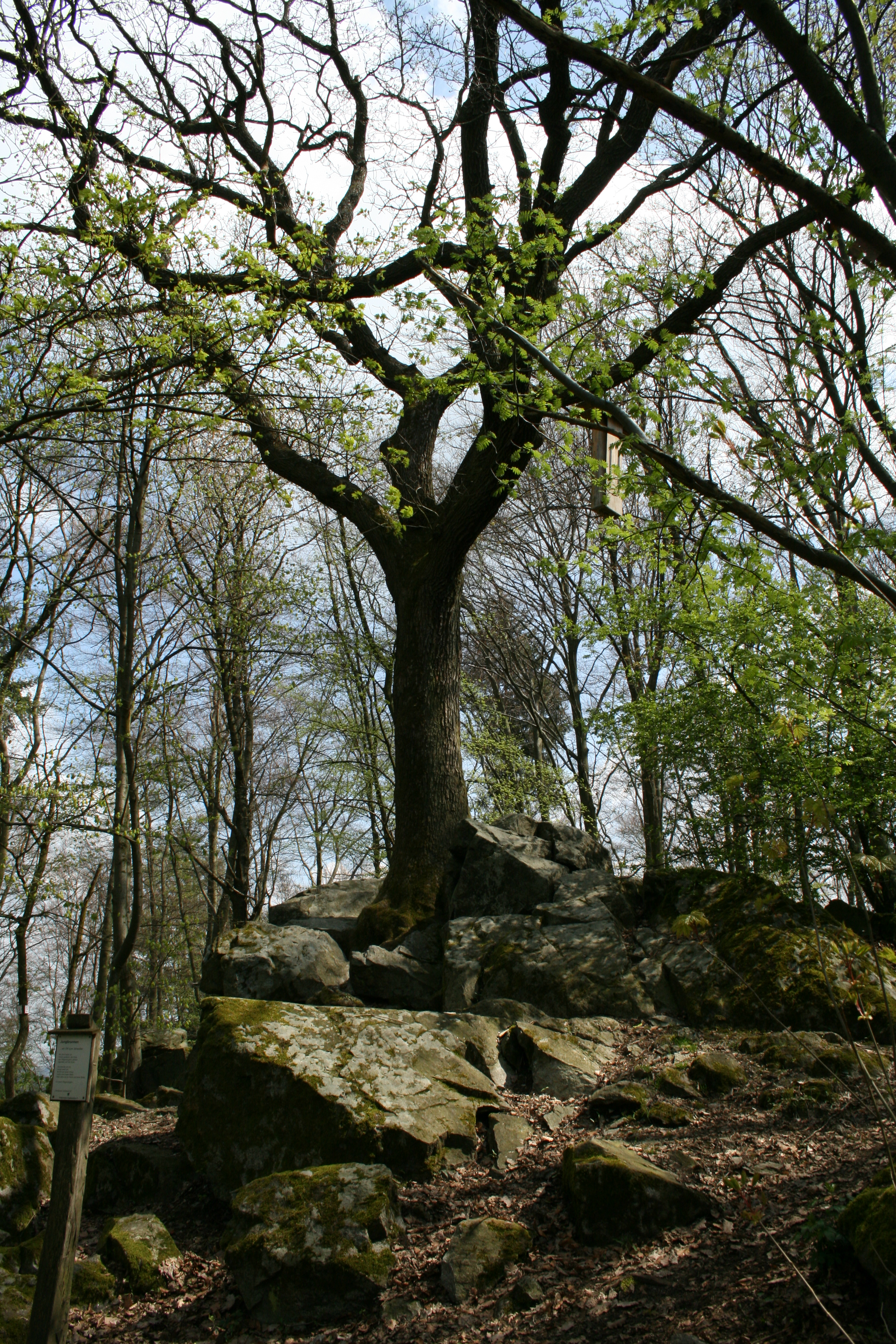
La fontaine de jouvence

### Johann Conrad Dippel
Le château de Frankenstein doit sa célébrité au livre Frankenstein ou le Prométhée moderne de Mary Shelley qui fut adapté au cinéma. En effet, Mary Shelley aurait visité le château en 1816 et aurait eu connaissance de l'alchimiste Johann Conrad Dippel (né dans le château) qui, au xviie siècle, aurait essayé de créer un être artificiellement.[réf. nécessaire]

### Le culte des sorcières
À proximité du château de Frankenstein, on trouve des pierres magnétiques sur la montagne magnétique de Ilbes-Berg. Ce magnétisme serait créé par les sorcières. Cette montagne serait le deuxième plus grand site de culte des sorcières en Allemagne.

### La fontaine de jouvence
À la première nuit de pleine lune, les vieilles femmes du village devaient passer une épreuve de courage à la fontaine de jouvence du château. Celle qui réussissait le mieux l'épreuve redevenait aussi jeune que le jour de son mariage.

### Le chevalier Georges et le dragon
Selon la légende, le chevalier Georges de Frankenstein, comme saint Georges, aurait vaincu un dragon dans une carrière de pierres à proximité du château. Aujourd'hui, un dragon de pierre rend hommage à cette légende.

## «Halloween-Burg-Festival»
Depuis la fin du XXe siècle, le château doit aussi sa notoriété à Darmstadt et dans les environs, à la célébration d' Halloween lors du « Halloween-Burg-Festival » qui a lieu au château pendant les trois week-ends d'octobre avant Halloween. Les visiteurs sont accueillis par des comédiens et des effets spéciaux. Par ailleurs, de nombreux chemins sillonnent les alentours du château que l'on peut parcourir à vélo ou à pied. Parmi ceux-ci, on trouve le chemin de Magnetberg-Weg (environ 1,1 km) qui mène aux pierres magnétiques.

## Liens
Site du château
Association historique d'Eberstadt-Frankenstein